# Morris Louis

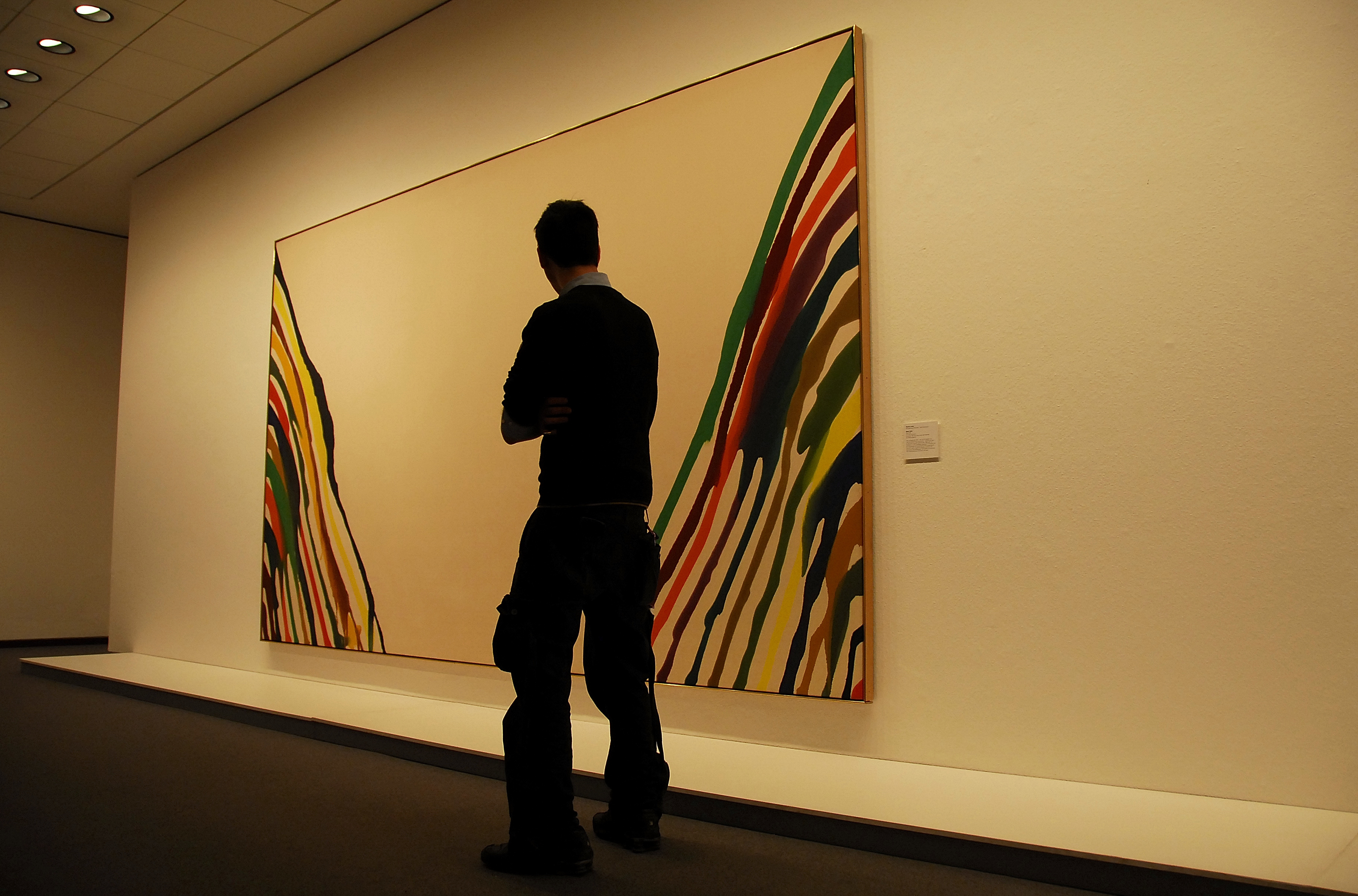
Beta Zeta, de Morris Louis

Morris Louis (Morris Louis Bernstein) (Baltimore, 28 de noviembre de 1912-Washington D. C., 7 de septiembre de 1962) fue un pintor estadounidense.
Cercano a la pintura de Helen Frankenthaler, Morris Louis utiliza la técnica del derrame o chorreo (dripping en inglés o écoulement en francés) y de difusión del color muy diluido y vertido sobre la tela sin preparar. Pintó las series de los Veils, «Los Velos», donde el color es "chorreado", "derretido" sobre la tela y se recubre sucesivamente con otras capas de color. Morris Louis trabajó sobre las telas de algodón sin extenderlas sobre bastidor, con la pintura acrílica mezclada con cera de abeja y todo diluido con aguarrás. Las telas secas después se enrollaban.
Formó parte de la llamada «pintura de campos de color» defendida por Clement Greenberg. Su nombre se relaciona con la Escuela de Color de Washington (Washington Color School).